# World Bodypainting Festival
World Bodypainting Festival — международный боди-арт фестиваль, который проводится с 1998 года в Австрии. Фестиваль включает в себя не только соревнования художников, но и различные мастер-классы, лекции, выставки, концерты. До 2017 года фестиваль проводился в городе Пёрчах-ам-Вёртерзе. C 2017 года проводится в Клагенфурте. В фестивале принимают участие артисты из более чем 40 стран и его посещают более 30 000 зрителей.

## Обзор
World Bodypainting Festival проводится каждое лето, начиная с 1998 года, и является частью художественной и культурной жизни Каринтии. Фестиваль на протяжении многих лет способствует продвижению боди-арт движения, которое стало по-настоящему международным. На протяжении многих лет фестиваль проводился в городах по всему штату Каринтия, а в свой 20-й год он приобрел новый дом в городе Клагенфурте-ам-Вертерзее.
Фестиваль начинается с подготовительной недели, во время которой участникам предлагается множество образовательных программ и уроков под руководством ведущих художников в области кисти и губки, аэрографии, спецэффектов и косметического макияжа. Помимо этого проводятся различные выставки, встречи и отраслевые дискуссии.
За подготовительной неделей следуют 3 основных дня фестиваля, во время которых фестиваль открывает свои двери для широкой публики в парке, также известном как «Боди-арт город». Фестиваль открыт как для взрослых, так и для детей и по праву считается семейным. Посетители могут шагнуть «в сюрреалистический» мир, который будоражит чувства и воображение. Посетители также могут принять участие и выразить себя в различных мероприятиях, или просто насладиться качественной музыкой.
На протяжении всех трех дней известные боди-арт художники соревнуются в различных категориях за титул чемпиона мира. Победители объявляются в последний день фестиваля. Всего в конкурсе представлено 12 категорий, среди которых аэрография, спецэффекты и разрисовка лица. К соревнованиям допускаются как профессионалы, так и любители. Одним из главных критериев является то, что на теле модели должна была «читаться» визуальная история. Каждая категория имеют отдельные приз и трофей. Художникам разрешено использовать как мужские, так и женские модели. Кроме этого, все три дня для посетителей работают вип-зона, ярмарки художников и поставщиков; фудкорт с «уличной едой.» и музыкальных зоны, где международные музыканты и диджеи исполняют свои композиции. Завершается фестиваль «вечеринкой красок.»

## История

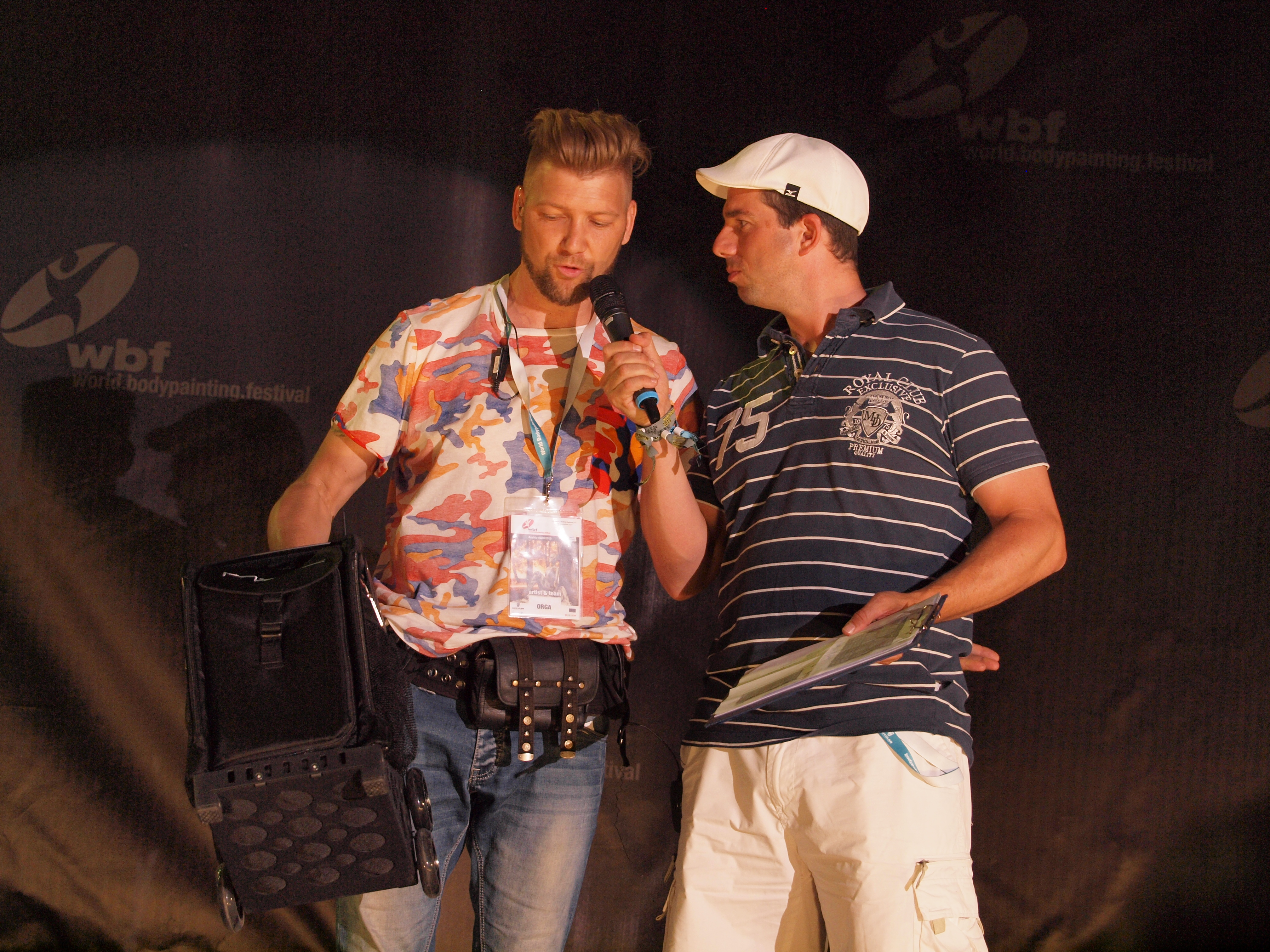
Алекс Барендрегт (слева), основатель и главный организатор фестиваля, вместе с Маркусом Шенкели (справа), ведущим фестиваля. Фотография сделана на фестивале в Пертшах, Австрия в июле 2015 г.

В 1998 году в австрийском городе Зеебоден был проведен первый бодиарт фестиваль под названием: «Европейский бодиарт фестиваль.» Это было небольшое собрание художников и первое «бутик-мероприятие» такого рода в мире. Организатором фестиваля был менеджер по туризму Алекс Барендрегт. Целью первого фестиваля было содействие развитию летнего туризма в регионе. По мере того, как росла популярность боди-арт движения в мире, Барендрегт создал ассоциацию World Bodypainting Association, а в 2008 году запустил боди-арт академию WB Academy.
В связи с растущей посещаемостью фестиваля международными артистами и его сторонниками, в 2004 году фестиваль был переименован в «Всемирный бодиарт фестиваль», а в 2011 году Алекс Барендрегт покинул свой пост в туристическом бюро и перенес фестиваль в свой новый дом в Пертшахе, Австрия, на озере Вертерзее. Сегодня[когда?] это крупнейшее ежегодное событие в бодиарт культуры, сообщества и отрасли в целом.
В 2017 году фестиваль переместился немного дальше вниз по озеру в Клагенфурт, и стал проводиться в общественном парке Гетепарк.

## Галерея

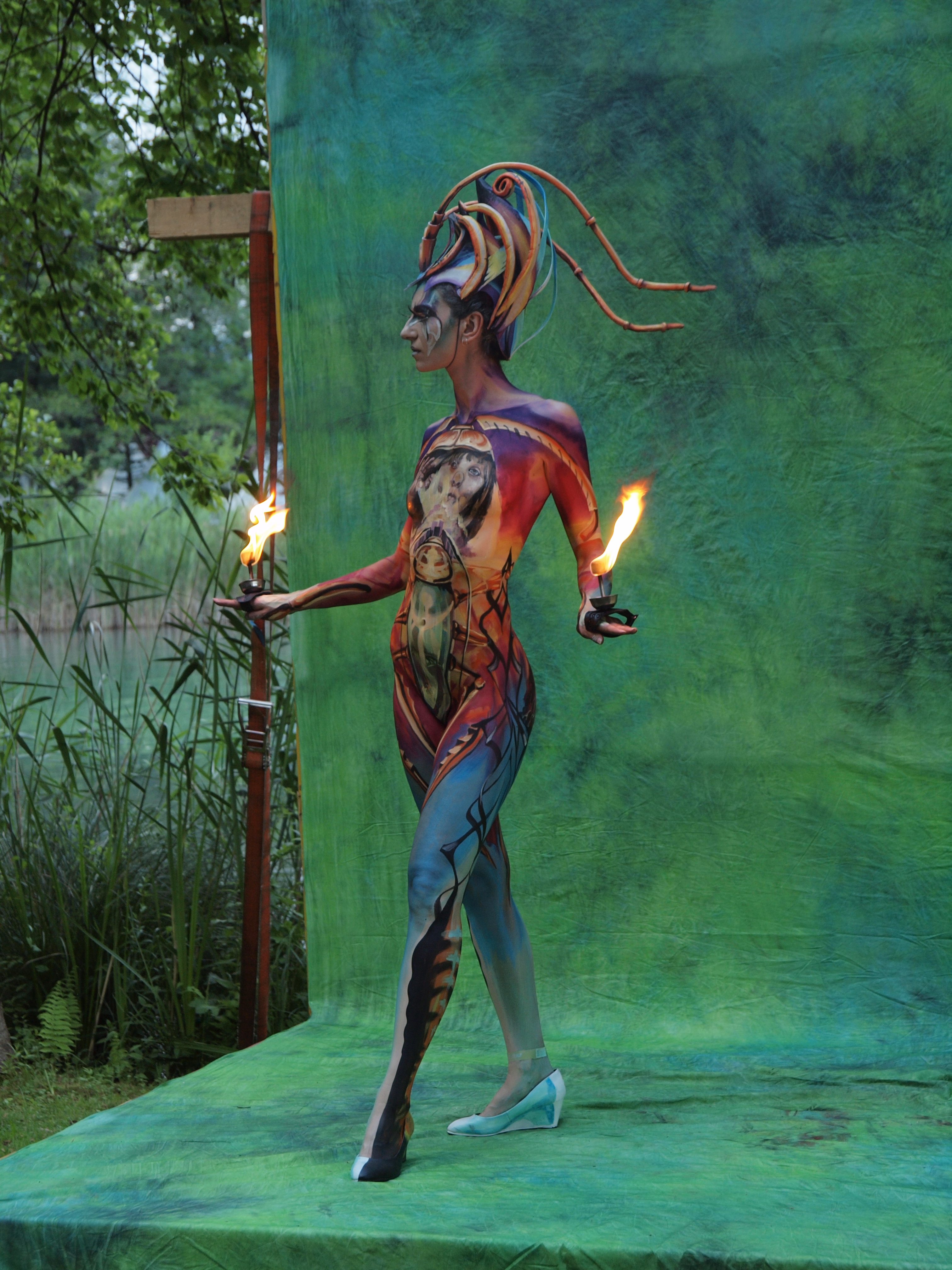
Женская модель с огнем, WBF 2016
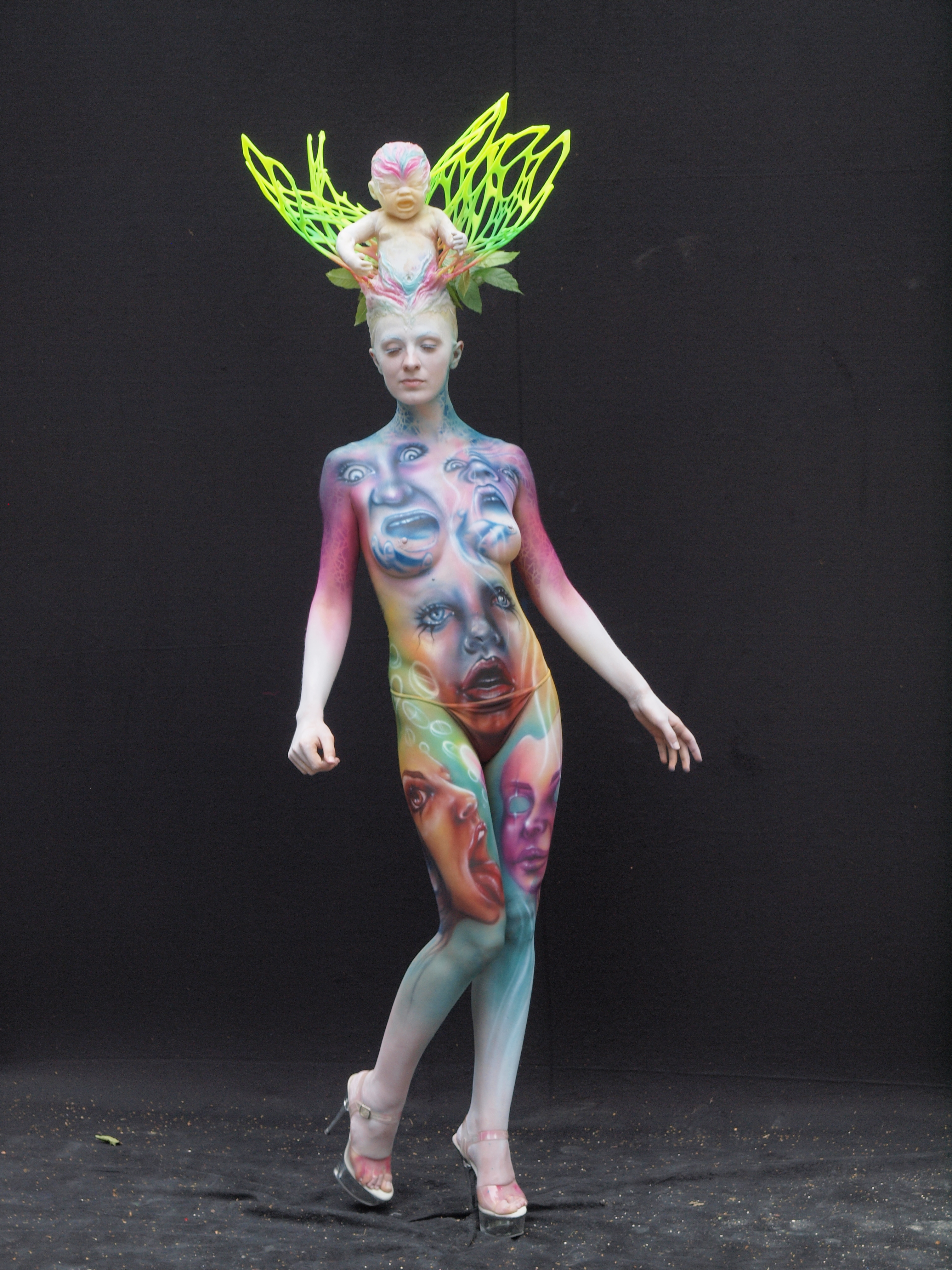
Женская модель с ребенком на голове, WBF 2016
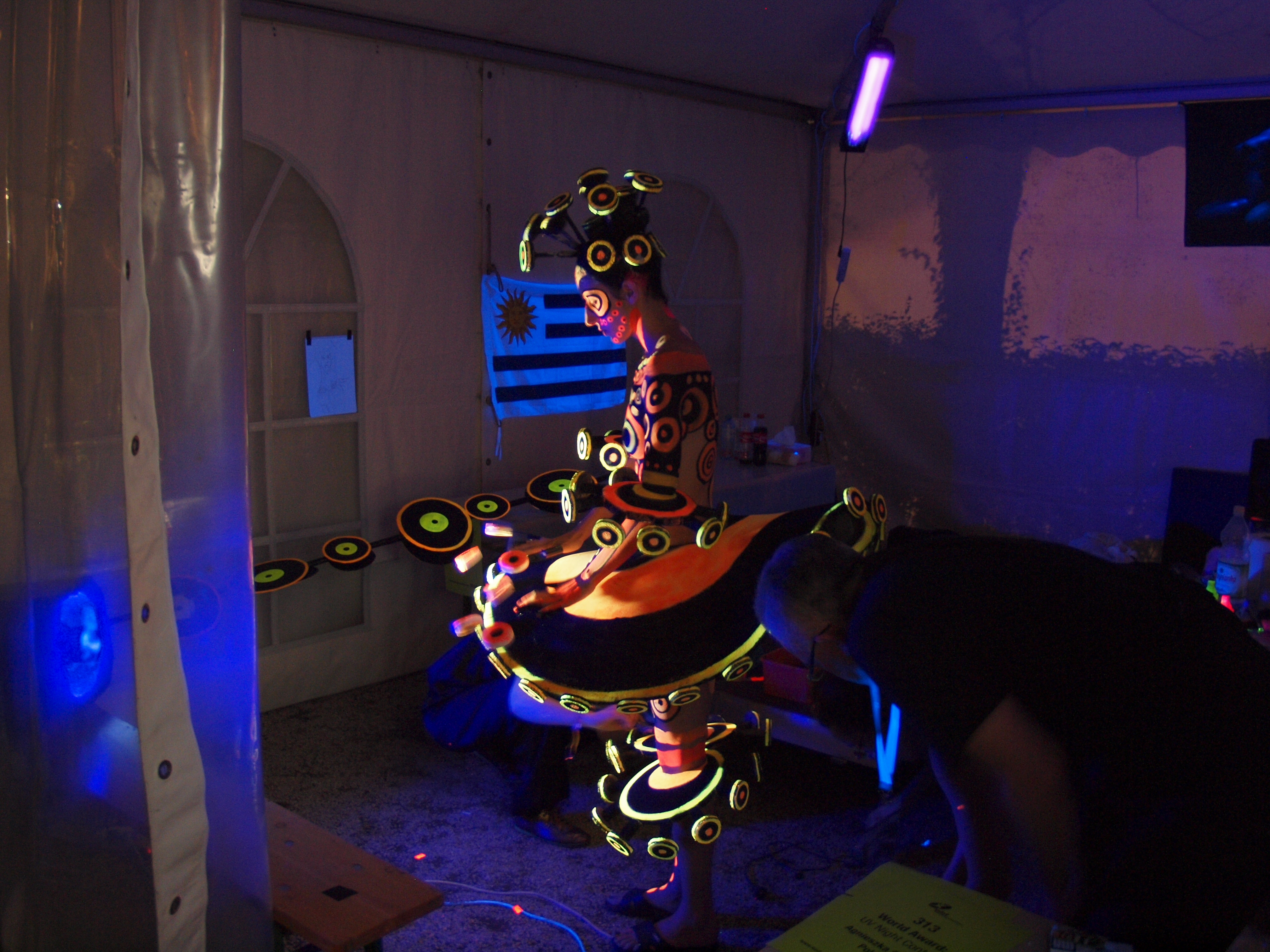
Ультрафиолетовый бодиарт на WBF 2014
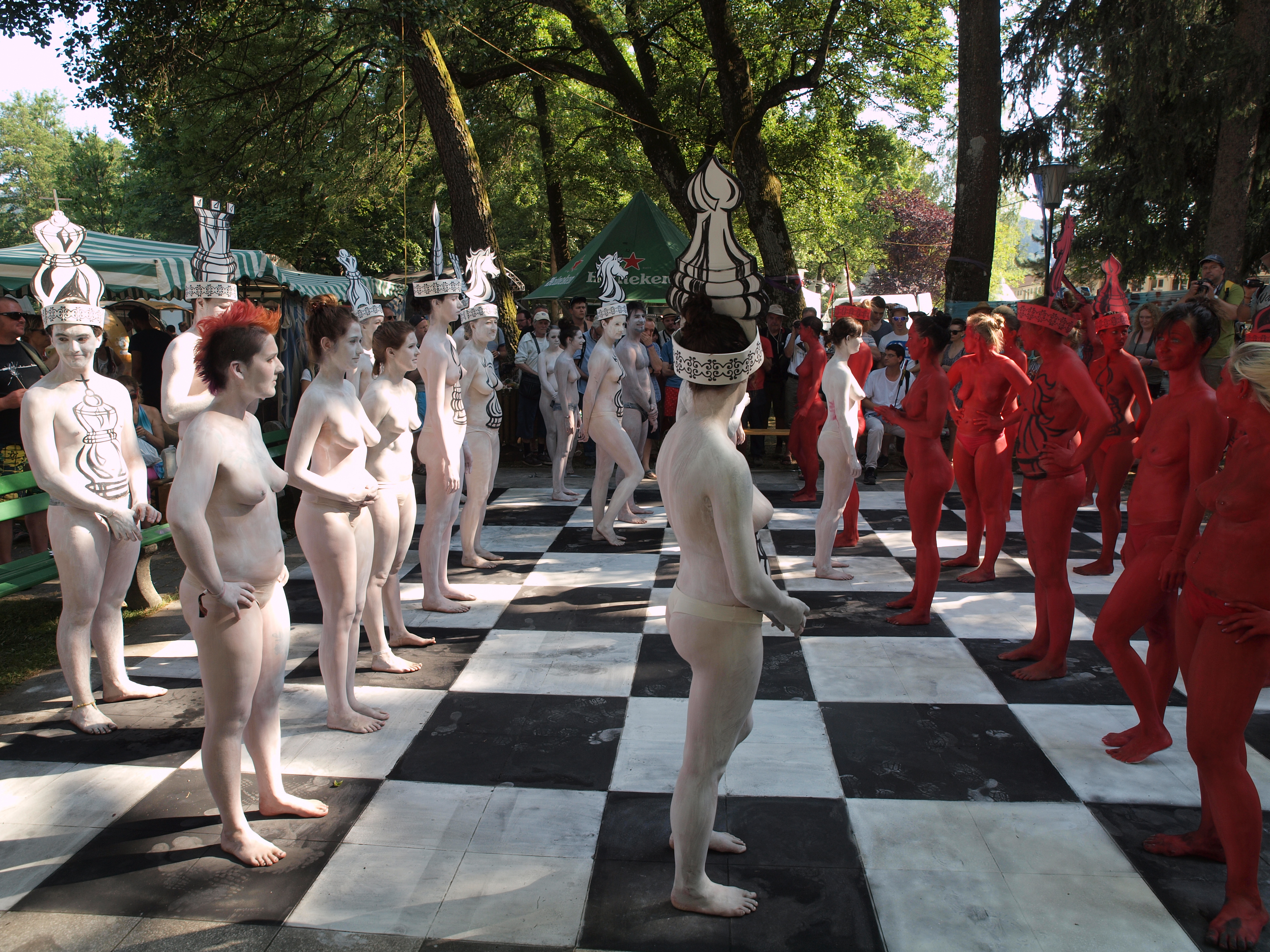
Боди-арт шахматы, WBF
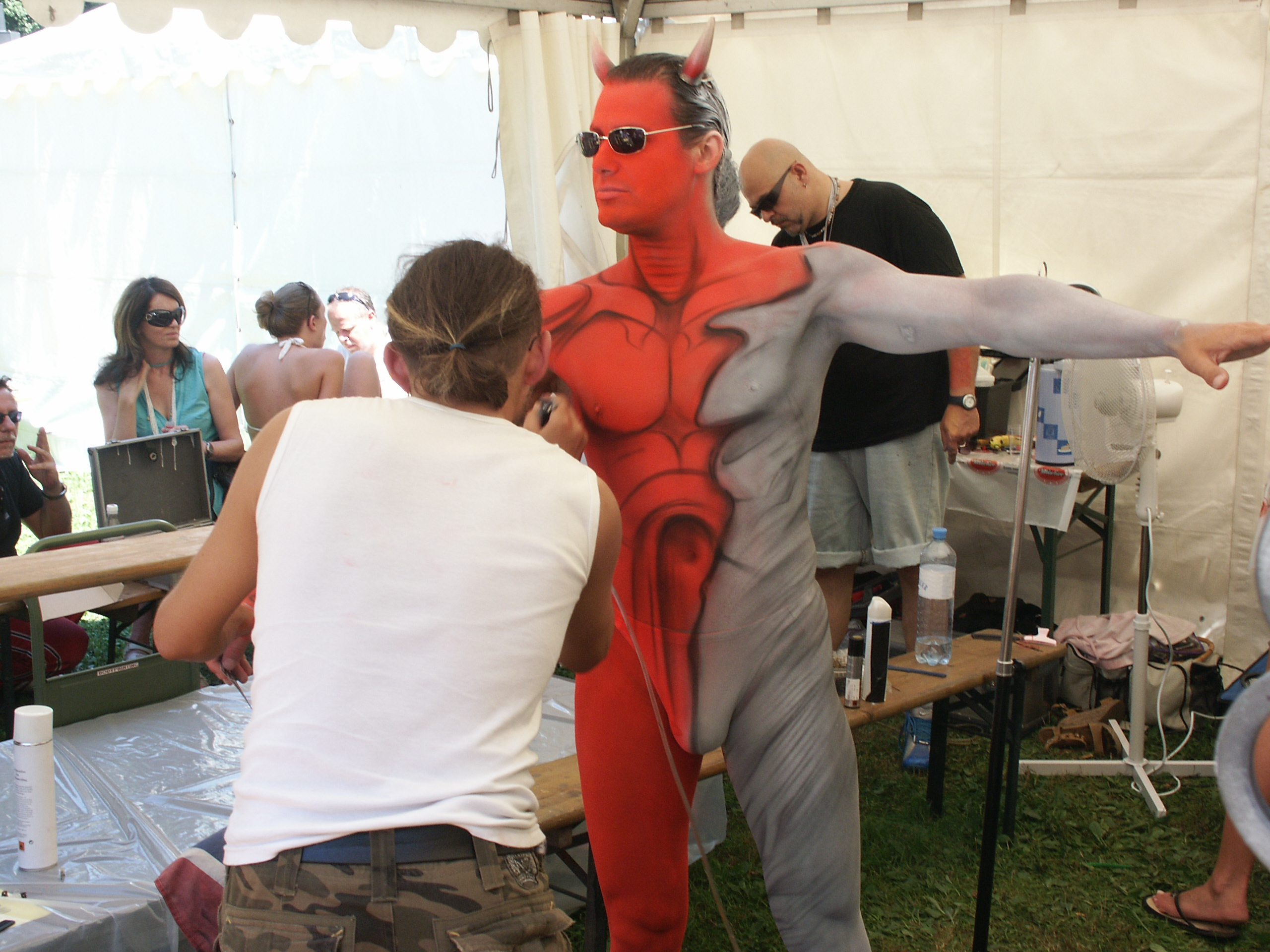
Мужская модель, WBF 2016
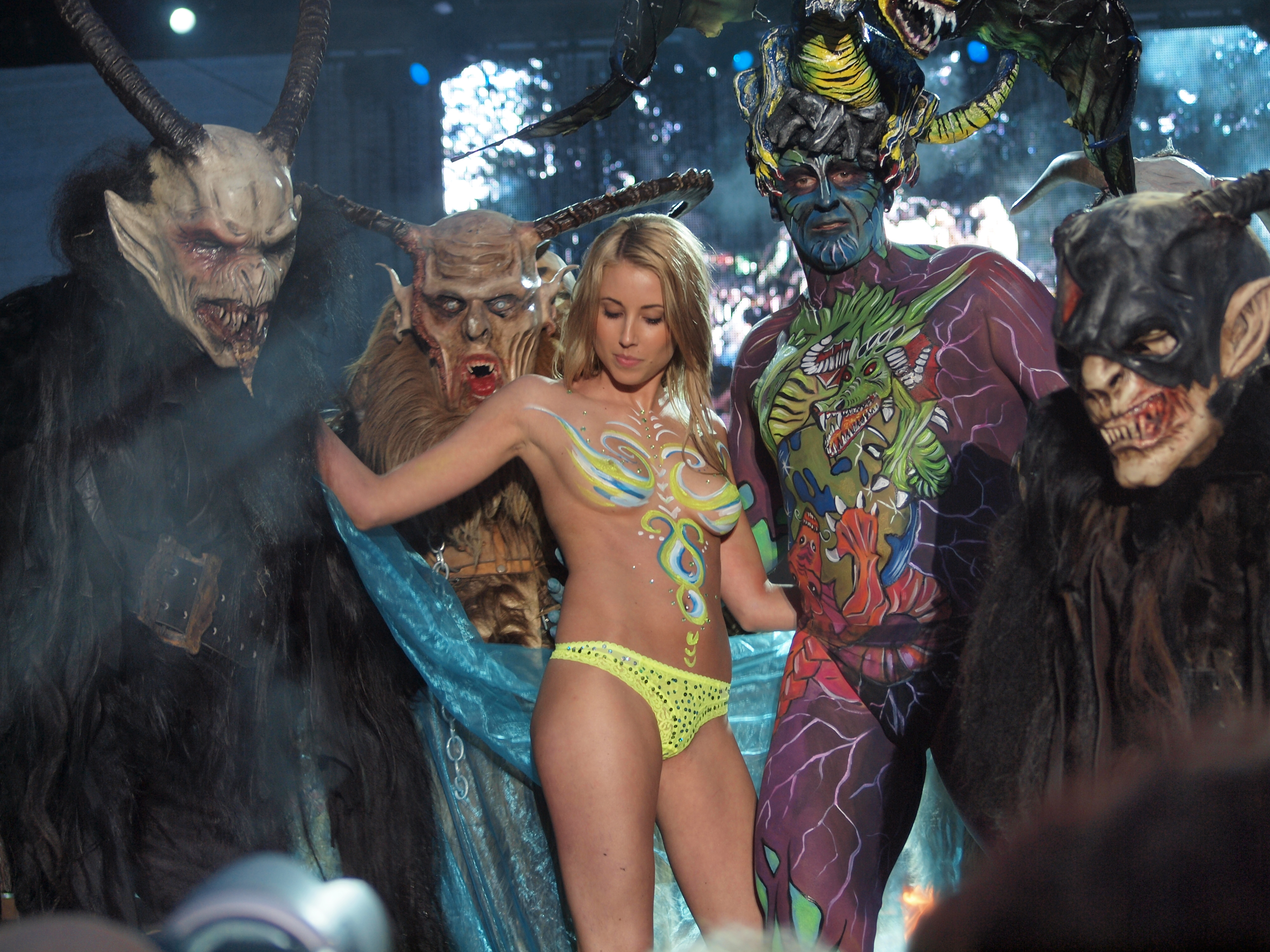
Демонические существа, WBF 2012